# 教学月刊
《教学月刊》，前称《中小学教学研究资料汇编》、《教学研究》，是中华人民共和国浙江省的一本与教育教研相关的期刊，由浙江外国语学院主管、主办，浙江教学月刊社编辑出版，分《教学月刊·中学版》、《教学月刊·小学版》两种刊物。

## 历史
1958年6月，浙江省教师进修学院创办《中小学教学研究资料汇编》，系不定期刊物。1963年1月，《中小学教学研究资料汇编》改名为《教学研究》，分中学综合版、小学综合版出版。1964年5月停刊。1978年2月，浙江省革命委员会批复同意恢复重建浙江教育学院，次年8月学院恢复出版《教学研究》，为内部双月刊，但在浙江省中小学范围内发行。1981年，经中共浙江省委宣传部同意，《教学研究（中学版）》双月刊和《教学研究（小学版）》双月刊正式出版，在浙江省内公开发行。1982年，《教学研究（小学版）》改为月刊。5月，改名为《教学月刊》，分别出版中学文科版、中学理科版和小学版3种刊物，并均扩大为向全国公开发行。1983年7月8日，浙江省委宣传部同意出版《教学月刊（政治理论版）》双月刊，发行范围为浙江省内。1985年起，《教学月刊（政治理论版）》改名为《政治课教学》。1989年，全国开展报刊整顿，报刊数量被压缩，《教学月刊（小学版）》停刊。1992年，《教学月刊（中学文科版）》《教学月刊（中学理科版）》《政治课教学》同时入选《中文核心期刊要目总览》（中等教育类）。
在办学条件逐步改善后，2000年9月，2500平方米的教学月刊社办公用房竣工。2001年8月，《教学月刊（中学文科版）》更名为《教学月刊（中学版）》；《教学月刊（中学理科版）》更名为《教学月刊（小学版）》，取代停刊的原小学版。2002年，两刊正式编辑出版发行。2012年，《教学月刊·小学版》入选“第五届华东地区优秀期刊”。2004年－2014年，《教学月刊（中学版）》编辑部连续11年举办浙江省高考复习研讨会，参加会议的教师累计达1万多人次:443。

## 概况
《教学月刊（中学版）》为旬刊，是面向中学各科教师的学术性期刊，原分教学参考、试题研究、教学管理三个版本编辑出版，现分《教学参考》、《政治教学》、《语文教学》三个版本。是全国中等教育类核心期刊，也是浙江省唯一公开出版、面向中学教师和教育管理工作者的综合性教育期刊。《教学参考》每月1日出版，对象为除语文、政治学科外的中学各科教师以及相关教学研究人员。《政治教学》每月11日出版，读者为高中思想政治教师、初中道德与法治和历史与社会教师、相关教学研究人员。《语文教学》每月21日出版，对象是中学语文教师以及相关教学研究人员。三版本均为16开64页，定价8.5元。
《教学月刊（小学版）》为旬刊，是主要面向小学教师的学术性期刊，分语文、数学、综合三个版本编辑出版，是浙江省唯一公开出版、面向小学教师的专业期刊，每份定价6.5元。《教学月刊（小学版）》自创刊以来，举办“同课异构”“好课多磨”“专项研讨”等活动，以期更好地发挥引领作用，受众人数达数万人次:443。
至2015年10月，浙江教学月刊社办公用房2500平方米，有工作人员40人。至2019年4月，《教学月刊》主编为陈永华，曾在丽水缙云县湖川小学、缙云县坑沿小学、绍兴上虞市金近小学做讲座或学术报告会。

## 争议
2020年高考阅卷工作结束后，教学月刊微信公众号推出“高考作文阅卷组长评高考满分作文”系列稿件。首期刊载文章《生活在树上》，该文在高考作文评卷中，第一位阅卷老师给分39分，第二、三位老师给分55分，最终经复审得满分60分。本文大量引用冷门的名人名言和冷僻字词，被发布到网络后便走红，有网友开展对本文的改编、“翻译”。同时也引发了舆论争议，各方学者看法不一，网友也争论不休。3日下午，微信上《生活在树上》的原文章已被删除。4日，杂志社工作人员告诉澎湃新闻记者，文章来自作文阅卷组，杂志社原计划持续发布满分作文，但考虑到浙江高考招生工作正在进行，又因为“一些技术原因”，决定删除文章，至于后续是否继续更新还未确定。